# 皮埃尔·亚当
皮埃尔·亚当（法語：Pierre Adam，1924年4月24日—2012年9月24日），法国男子自行车运动员。他曾代表法国参加1948年夏季奥林匹克运动会自行车比赛，获得男子团体追逐赛金牌。